# Есенжолова, Сагила Абдрахмановна
Сагила Абдрахмановна Есенжолова (каз. Сағила Әбдірахманқызы Есенжолова, 20 ноября 1942 год, с. Кировское, Акмолинский район, Акмолинская область, Казахская ССР, СССР — 30 июля 2020 года) — доярка, бригадир совхоза имени Кирова Целиноградского района Целиноградской области Казахской ССР. Герой Социалистического Труда (1981). Депутат Верховного Совета Казахской ССР.

## Биография
Родилась в 1942 году в крестьянской семье в селе Кировское Акмолинского района Акмолинской области.
С 13 лет работала в колхозе имени Кирова Целиноградского района. С 1957 года по 1977 год — доярка этого же колхоза. В 1977 году окончила заочное отделение животноводства зооветеринарного техникума, после чего была назначена бригадиром молочной фермой колхоза имени Кирова. Во время своей работы особое внимание уделяла селекции крупного рогатого скота.
Указом Президиума Верховного Совета СССР от 19 февраля 1981 года за выдающиеся успехи, достигнутые в выполнении планов и социалистических обязательств по продаже государству в 1980 году миллиарда пудов зерна и перевыполнении планов десятой пятилетки по производству и закупкам хлеба и других сельскохозяйственных продуктов удостоена звания Героя Социалистического Труда с вручением ордена Ленина и золотой медали «Серп и Молот».
Избиралась депутатом Верховного Совета Казахской ССР, делегатом XV съезда Компартии Казахстана.
После выхода на пенсию проживала в родном селе, позже — переехала в Астану.
Скончалась 30 июля 2020 года, похоронена на Городском кладбище Астаны.

## Награды и звания
- СССР
- почетная грамота Верховный Совет Казахской ССР
- 1970 — Медаль «В ознаменование 100-летия со дня рождения Владимира Ильича Ленина»
- 1981 — Герой Социалистического Труда — указом Президиума Верховного Совета СССР от 19 февраля 1981 года
- 1981 — Орден Ленина — дважды
- Орден Трудового Красного Знамени
- Медаль «За трудовую доблесть»
- Заслуженный работник сельского хозяйства Казахской ССР
- Медаль «Ветеран труда»
- Казахстан
- Ордены
- Орден Курмет
- Медали
- 2001 — Медаль «10 лет независимости Республики Казахстан»
- 2004 — Медаль «50 лет Целине»
- 2005 — Медаль «10 лет Конституции Республики Казахстан»
- 2008 — Медаль «10 лет Астане»
- 2011 — Медаль «20 лет независимости Республики Казахстан»
- 2015 — Медаль «Единства народа Казахстана»
- 2015 — Медаль «20 лет Ассамблеи народа Казахстана»
- 2016 — Медаль «25 лет независимости Республики Казахстан»